# 九龍巴士4號線
九龍巴士4線是香港一條已停駛的九龍市區巴士路線。

## 歷史
- 1950年12月27日：路線投入服務，來往深水埗碼頭及佐敦道碼頭，深水埗碼頭總站的位置大約是現在海壇街及欽州街，近深水埗警署。
- 1967年初：總站遷移至醫局街，仍名為深水埗碼頭。
- 1967年6月25日：路線因六七暴動暫停服務。
- 1967年11月25日：路線恢復服務。
- 1970年3月5日：總站延長至長沙灣，以配合元洲邨落成，以旺角及深水埗為分段收費點，當時的長沙灣總站位置是在長沙灣道元洲街邨（今長沙灣站C2出口）對出之巴士站彎位。
- 1970年7月1日：九巴取消所有市區及荃灣路線的分段收費。
- 1983年5月29日：地鐵荃灣綫通車後使路線客量大減，路線永久停駛，與12號線合併。

## 行車資料

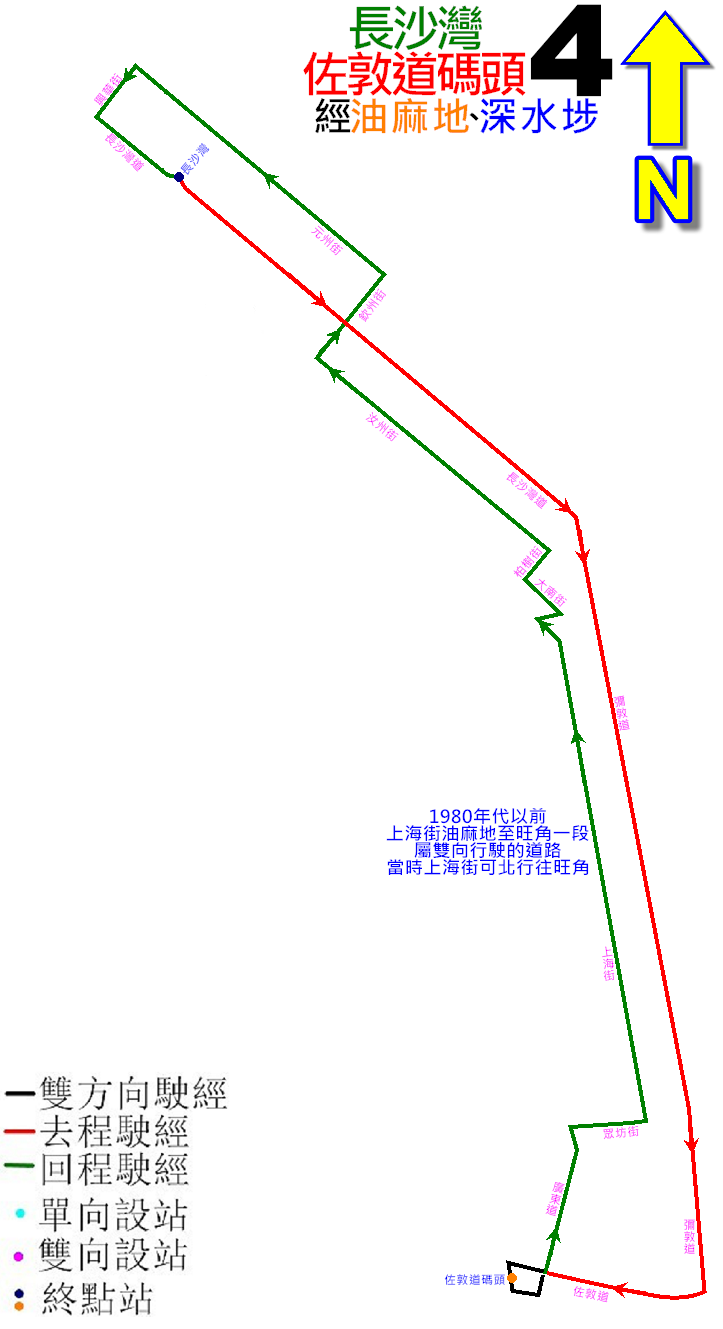
4號線於1983年取消前的走線圖

### 行車路線
- 由佐敦道碼頭開出：佐敦道，彌敦道，長沙灣道，欽州街，元州街，興華街，長沙灣道
- 由長沙灣開出：長沙灣道，彌敦道，佐敦道